# 告示牌 (雜誌)
《公告牌》（英語：Billboard）是美国娱乐杂志兼媒体品牌，由Eldridge Industries下属的公告牌-好莱坞报道传媒集团（英語：Billboard-Hollywood Reporter Media Group）所持有。该杂志提供与音乐行业相关的排行榜、新闻、视频、观点、评论、事件和风格。《公告牌》特别以其制作的音乐排行榜闻名，其中包括公告牌百强单曲榜和公告牌专辑榜，它们分别追踪不同音乐风格中最受欢迎的单曲和专辑。它还举办活动展会，拥有一家出版社并且经营多个电视节目。
威廉·唐纳森（William Donaldson）和詹姆斯·亨尼根（James Hennegan）在1894年创办了《公告牌》，该刊物最早是一本小广告和海报的行业刊物。1900年，唐纳森以500美元的价格收购了亨尼根手上所持有的《公告牌》股份。
在20世纪初期，《公告牌》杂志所刊登的内容涵盖了整个娱乐行业，例如：马戏团、展览会和滑稽表演。它还为旅行艺人创建了邮件服务。随着点唱机、留声机和收音机开始进入普通家庭，《公告牌》开始更加关注起音乐产业。它原本所涵盖的很多话题被拆分到不同杂志，例如1961年出版的《娱乐事务》（Amusement Business）就侧重于户外娱乐，这样使得《公告牌》可以专注于音乐内容。
1925年，在威廉·唐纳森去世后，《公告牌》传给了唐纳森的孩子和亨尼根的孩子，直到 1985 年卖给私人投资者，此后一直为多方所有。

## 杂志历史

### 早年历史
1894年11月1日，威廉·唐纳森（William Donaldson）与詹姆斯·亨尼根（James Hennegan）在美国俄亥俄州的辛辛那提市创立了《公告牌》杂志。最初，该杂志主要涉及广告及小广告，并起名为《公告牌广告》（Billboard Advertising）。 在那个年代，放置在公共场所的公告牌、海报和纸质广告是主要的宣传手段。在《公告牌》的早期分工里，唐纳森主要负责社论和广告；而亨尼根由于拥有亨尼根印务公司（Hennegan Printing Co.），因此他则负责杂志的出版和印刷。《公告牌》的创刊号只有八页的篇幅，并设有“小广告屋闲话（The Bill Room Gossip）”和“小广告，废寝忘食和永不懈怠的行业（The Indefatigable and Tireless Industry of the Bill Poster）”两个专栏。1896年，杂志设立了“农业展销会”部门。1897年，杂志更名为《公告牌》。
在由于编辑分歧而导致的短暂分手之后，唐纳森以500美元（相当于现在1.47万美元）的价格收购了亨尼根的股份，以避免其破产。同年五月，唐纳森将《公告牌》的发行频率从月刊更改为周刊，以增加对突发新闻的重视。他提高了编辑的质量，同时在纽约、芝加哥、旧金山、伦敦和巴黎设立了办事处。他还重新将杂志的关注点集中到户外娱乐方面，比如：集市、嘉年华会、马戏团、杂耍表演和滑稽表演等。1900年，《公告牌》特别开辟了一个专门介绍马戏的专栏，随后在1901年越发突出报道户外活动部分。《公告牌》的报道主题还涉及规则、不专业、经济和新表演等。它当时拥有一个报道艺人私人生活的“舞台八卦”专栏；一个报道旅行表演的“帐篷表演”栏目；以及一个名为“疯狂订购”的子栏目。据《西雅图时报》报道，唐纳森也发表文章“抨击审查制度，鼓励作品要‘品味高尚’并打击黄色新闻”。
随着美国铁路系统的发展，《公告牌》为那些四处漂泊的旅行艺人建立了邮件转发系统。艺人的位置将在杂志的“一路向前（Routes Ahead）”专栏里公布；然后《公告牌》将代表这些明星收取邮件，并在杂志“信箱（Letter-Box）”专栏里发布通知，告知他们邮件。这项服务于1904年首次推出，随后它发展成为杂志最大的利润和名人关系来源。到了1914年，大约有4.2万人使用此服务。在第一次世界大战期间，它被旅行艺人当作收取汇票信件的地址。即便到了1960年代，当《公告牌》宣布停止该服务时，杂志社每周仍然能收到大约1,500封信件。
1920年，唐纳森做出了一个在当时颇具争议的举动，他雇佣了一名非裔美国籍记者詹姆斯·阿尔伯特·杰克逊（James Albert Jackson）来为杂志撰写有关非裔美国籍艺人内容的专栏。根据《文化商业：娱乐和媒体的战略视角（The Business of Culture: Strategic Perspectives on Entertainment and Media）》的观点，这个专栏证实了针对非裔表演者的歧视并帮他们证明他们的职业价值。杰克逊是第一位以白人读者为主的全国性杂志的黑人评论家。根据唐纳森孙子的说法，唐纳森一直想建立一个反对区别歧视表演者的政策。威廉·唐纳森于1925年逝世。

### 关注音乐
《公告牌》的社论开始关注录音技术和录音回放技术的发展。同时他们的报道开始涉及“现代科技奇迹”，例如留声机、电唱机和无线电广播。他们开始关注起投币式娱乐设备，并在1932年3月创建了一个名为“娱乐设备”的专题。《公告牌》也曾于1907年开始关注新兴的电影行业，但由于《综艺》的竞争而将焦点对准了音乐行业。1920年代，《公告牌》杂志还创办了同名的电台。
自动点唱机行业在大萧条时期继续发展，并在《公告牌》上做了大量广告，:262 这导致《公告牌》的编辑们越发关注起音乐行业来。同时，留声机和收音机的大量普及也促使了《公告牌》编辑关注的转向。1936年1月4日，《公告牌》杂志发布了他们的第一个“热门音乐系列”，并在1939年1月推出了“唱片购买指南”。1940年，《公告牌》推出了“榜单折线”来追踪最畅销唱片。之后，他们在1944年又推出了一个针对点唱机唱片点播榜单的“音乐点唱机榜”。到了1940年代，《公告牌》已经发展成一个类似音乐行业专业杂志的刊物。由于音乐爱好和流派的增加，《公告牌》在第二次世界大战之后增加了榜单的类别。1987年，《公告牌》已经拥有8个榜单，用以涵盖不同的音乐流派。而到了1994年，榜单的数量增至28个。
到了1943年，《公告牌》杂志社拥有大约100名雇员。杂志社办公室曾于1946年搬迁至俄亥俄州的布莱顿，然后又在1948年搬迁至纽约市。1950年11月，杂志采用五栏小报的格式排版。1963年1月，《公告牌》首度引入铜版纸印刷，并且开始刊登新闻摄影图片。公告牌出版公司（Billboard Publications Inc.）收购了一份名为《供应（Vend）》的服务于糖果及卷烟机供应商的行业月刊；而在1950年代，又收购了一家名为《时机（Tide）》的广告行业杂志。到了1969年，公告牌出版公司拥有11种贸易与消费者刊物、一家名为沃森－格普蒂尔的出版社、一套自学录影带和四个电视专许经营权；同年，它还收购了《摄影周刊（Photo Weekly）》。
随着时间的推移，《公告牌》将自身除音乐主题以外的报道内容陆续分拆为其他杂志。1957年成立的《娱乐焦点（Funspot）》杂志就是以关注游乐园为主；而1961年成立的《娱乐事务》杂志则将关注焦点放在了户外娱乐上。1961年1月，《公告牌》改名为《公告牌音乐周刊》，以表示该刊对音乐的独家关注。两年后，它又改回《公告牌》的原名。根据《新商业杂志（The New Business Journalism）》的报道，到了1984年，公告牌出版公司已经成为一家“兴盛”的行业杂志出版集团；而《公告牌》业已成为音乐产业新闻杂志中“无可争议的领导者”。1990年代早期，《公告牌》推出了一本名为《公告牌广播监视器》的杂志，这是一本专门针对唱片骑师和音乐编程师（Music Programmer）的刊物。而到了1990年代末期，《公告牌》称呼自己为音乐产业的“圣经”。

### 变更老板
《公告牌》创始人威廉·唐纳森（William Donaldson）于1925年去世，而杂志在三年后又再度面临破产窘境。唐纳森的女婿罗杰·利特福德（Roger Littleford）在1928年接手该杂志，并“将杂志重整至健康状态”。他的两个儿子，比尔（Bill）和罗杰（Roger）在1946年开始成为《公告牌》的联合出版人，并在罗杰·利特福德去世后的1970年代继承了这本杂志。他们在1980年代将杂志出售给私人投资者，估计交易金额达到4,000万美元。接手杂志的投资者削减了这本杂志的成本，并获得了百老汇剧院的行业出版物《后台（Backstage）》。
1987年，《公告牌》以1亿美元的报价被出售给联合出版公司（Affiliated Publications）。公告牌出版公司成为联合出版公司的旗下子公司，并更名为“BPI传播公司（BPI Communications）”。在BPI传播公司期间，它连续收购了《好莱坞报道》、《广告周刊》、《营销周刊》和《传媒周刊》。同时它还购买了广播数据公司，这是一家专门追踪广播电台播送音乐时间的高科技公司。来自波士顿风投基金的私人投资者与BPI传播公司的高管们以1亿美元的价格重新收购了BPI传播公司三分之二的股份，并在随后进行了一系列收购。在1993年，他们还成立了一家名为公告牌音乐集团的音乐相关出版公司。
1994年，公告牌出版公司以2.2亿美元的价格出售给荷兰传媒集团——联合尼德兰出版公司。 联合尼德兰出版公司在1997年收购了广告行业里的克里奥奖和国家研究公司（National Research Group）；并在1999年收购了《编辑与出版人》杂志。2000年7月，联合尼德兰出版公司以6.5亿美元收购了出版商米勒·弗里曼公司。BPI传播公司与联合尼德兰出版公司的其他实体在2000年重组合并为“单据传播公司（Bill Communications Inc.）”。在公司首席执行官杰拉德·霍布斯（Gerald Hobbs）于2003年退休的时候，联合尼德兰出版公司的业务取得了极大的发展，但是它也在一系列收购案中背负了沉重的债务包袱。当2005年公司试图以70亿美元收购艾美仕市场研究公司的时候，由于这次收购案引发了股东的集体抗议而导致最终流产。它最终在2006年答应了投资者110亿美元的收购邀约。
联合尼德兰出版公司在2007年更名为尼尔森公司，这个名字来自其于1999年以25亿美元收购的同名公司。新任首席执行官罗伯特·克拉科夫（Robert Krakoff）剥离了一些以前收购的出版物，并重组了公司；他原本计划进行一些新的收购，但因为其在2007年猝死而中止。接任首席执行官职位的人为格雷格·法拉（Greg Farrar）。
尼尔森一直拥有《公告牌》杂志到2009年，在那年，《公告牌》与其他7本出版物被出售给易伍全球传媒控股公司（e5 Global Media Holdings）。易伍是由投资公司众多资产管理（Pluribus Capital Management）与古根海姆合伙公司联合出资专门用于收购的公司。次年，母公司改名为“普罗米修斯环球媒体”。三年后，古根海姆合伙公司收购了众多资产管理手上所持有的普罗米修斯环球媒体股份，并成为《公告牌》的唯一持有人。
2015年12月，古根海姆数字传媒公司（Guggenheim Digital Media）将其旗下包括《公告牌》在内的部分品牌与负责它们的高管陶德·伯利（Todd Boehly）分拆出来。这些资产目前由埃德里奇工业控股子公司公告牌－好莱坞报道传媒集团（Billboard-Hollywood Media Group）负责经营。然而截止2018年，《公告牌》与普罗米修斯环球。都仍然认为《公告牌》属于普罗米修斯环球传媒公司；但是埃德里奇工业官方网站的投资组合列表中却可以看到《公告牌》。

### 发展至今
蒂莫西·怀特于1991年被任命为《公告牌》的主编，直至2002年他突然去世。怀特每周都会为杂志写专栏，以“艺术价值”来宣传音乐，同时抨击有关暴力和厌女主义主题的音乐。他修改了杂志上音乐排行榜的数据来源。新《公告牌》榜单不再采用唱片零售商所提供的数据，而是采用尼尔森音乐统计所获得的商店结账仪上的扫描数据。他还会写一些音乐艺术家的深度新闻稿。《公告牌》的官方网站billboard.com于1995年上线。
基斯·吉拉德（Keith Girard）在取代蒂莫西·怀特的主编职位之后，却在2004年5月被解雇。他和一名女性员工向《公告牌》提起了高达2,900万美元赔偿的诉讼，他们指责《公告牌》杂志社以不公正的方式解雇了他们，并试图损害他们的名誉。这起诉讼宣称他们在工作中遭受了性骚扰、充满敌意的工作环境，以及缺乏编辑自主性的经济动机。电子邮件证据显示，《公告牌》的人力资源部门给予了特别指示，要求加强对少数族裔雇员的监控。这起诉讼在2006年达成庭外和解，《公告牌》向两人支付了一笔不公开的赔偿金。
进入2000年代之后，随着音乐产业的衰退，《公告牌》的传统读者也在急剧减少。《公告牌》的发行量也从1990年代的4万份下降至2014年的不足1.7万份。因此杂志的工作人员和所有权也发生了变化。
2004年，塔玛拉·康奈夫（Tamara Conniff）成为《公告牌》有史以来最年轻，同时也是首位女性主编。从1960年代开始，她领导了杂志的第一次重大再设计。再她任职期间，《公告牌》的报摊销量提升了10%，广告页面增加了22%，用户注册量提高了76%。2005年，《公告牌》将其社论的评论范畴从音乐产业扩大至数字及移动娱乐产业。她还在2007起发起了“公告牌音乐女性”活动。
2008年，比尔·沃德（Bill Werde）被任命为《公告牌》主编；而在他之后于2014年1月继任主编的是贾妮丝·闵。比尔·沃德在出任《公告牌》主编的同时还负责《好莱坞报道》的编辑内容。《公告牌》的报道风格一直在变化，它想摆脱身上行业杂志的身份，而成为一家为普通读者提供新闻来源的刊物。为了这个目的，《公告牌》的报道开始侧重于名人、八卦和时尚。贾妮丝·闵聘请了托尼·格维洛（Tony Gervino）为杂志编辑，和《公告牌》那些历史上的任命不同，托尼·格维洛没有任何音乐产业内的任职经验。托尼·格维洛于2014年4月被任命为主编。
全国公共广播电台的一个项目拥有《公告牌》年度调查的泄露版，它评论《公告牌》的调查相较于以往的专业性，现在的调查变得更加娱乐和八卦。例如，《公告牌》就流行歌手凯莎起诉她的制作人性侵案进行民意调查。
托尼·格维洛于2016年5月被辞退。而在贾妮丝·闵给编辑团队的一封邮件中宣布，数字内容高级副总裁迈克·布鲁诺（Mike Bruno）将出任主编一职。
2016年5月15日，《公告牌》宣布成立“菲律宾公告牌”，这是首个针对东南亚地区的公告牌榜单；該年9月12日，《公告牌》通过与 Vision Music Ltd.合作，扩展到中国。至2020年9月23日，Penske Media Corporation宣布将在与 MRC 成立的合资企业（称为 PMRC）下承担 MRC Media & Info 出版物的运营。该合资企业包括《公告牌》的管理。

## 杂志内容
《公告牌》运营出版资讯网站和周刊杂志，其刊登的内容涵盖音乐、视频和家庭娱乐。大部分的文章是由其雇佣的职员撰写，有些则是由行业专家供稿。文章的内容包含新闻、八卦、意见和乐评，但其“最有影响力和持久力的创作”是《公告牌》的榜单。这些榜单关注着最受欢迎的单曲或专辑的销售量、广播电台播放量和其他数据。1955年，针对畅销单曲的“公告牌百强单曲榜”成立。从那时起，针对畅销专辑的“公告牌专辑榜”成为唱片获得商业成功的一个重要指标。根据《公告牌》的榜单，《公告牌》与沃森－格普蒂尔合作出版书籍，并与制作方推出广播电视节目《美国四十强》（American Top Forty）。每日“公告牌通报（Billboard Bulletin）”于1997年2月举办，《公告牌》每年要举行20多个行业活动。
《公告牌》被认为是音乐行业内最有信誉的新闻来源之一。《公告牌》的杂志销量为每期1.7万份，而其官方网站访问量为每月120万次。在《公告牌》的官网上，发布了公告牌榜单，并刊登根据不同音乐流派进行区分的新闻和视频。同时，官网还盘点列表，运营一家名为“Pret-a-Reporter”的时尚资讯网站，以及发布八种不同的时事通讯。而其实体杂志则包括以下内容：
- 热门金曲（Hot 100）：本周最受欢迎的百大金曲榜单。
- 头条新闻（Topline）：本周重要新闻。
- 激动时刻（The Beat）：热门金曲制作者访谈；音乐圈内的八卦和流行趋势。
- 时尚前线（Style）：时尚资讯和配饰。
- 特写专访（Features）：深度访问稿，包含资料及照片。
- 乐评专栏（Reviews）：针对最新发布的专辑和单曲而进行的乐评。
- 直击后台（Backstage pass）：关于展会或音乐会的资讯。
- 榜单解码（Charts and CODA）：对于现在或历史上公告牌榜单的分析和点评。

## 主要盘点
《公告牌》会在其网站发布数篇年度盘点文章，这些盘点被音乐产业界的公司、艺人及高管们承认为最具影响力的。
- 21岁以下21位新秀榜（21 Under 21）[43]
- 40岁以下40位菁英榜（40 Under 40）[44]
- 公告牌百大权势人物（Billboard Power 100）[45]
- 数字音乐界权力玩家（Digital Power Players）[46]
- 嘻哈音乐界权力玩家（Hip-Hop Power Players）[47]
- 独立音乐界权力玩家（Indie Power Players）[48]
- 拉丁音乐界权力玩家（Latin Power Players）[49]

## 杂志存档
- 1940年－2010年（页面存档备份，存于）（由Google图书保存）
- 2005年－2009年（页面存档备份，存于）（由公告牌官网保存）
- 1938年－2009年（由美国广播历史保存）

## 脚注备注
1. ↑  Some sources say it was called The Billboard Advertiser[2]
2. ↑  19 publications according to the Chicago Tribune[16]